# Volea
La volea es el golpe dado en el aire a un determinado objeto (en la mayoría de los casos se refiere a pelotas) antes de que caiga al suelo.

## Fútbol

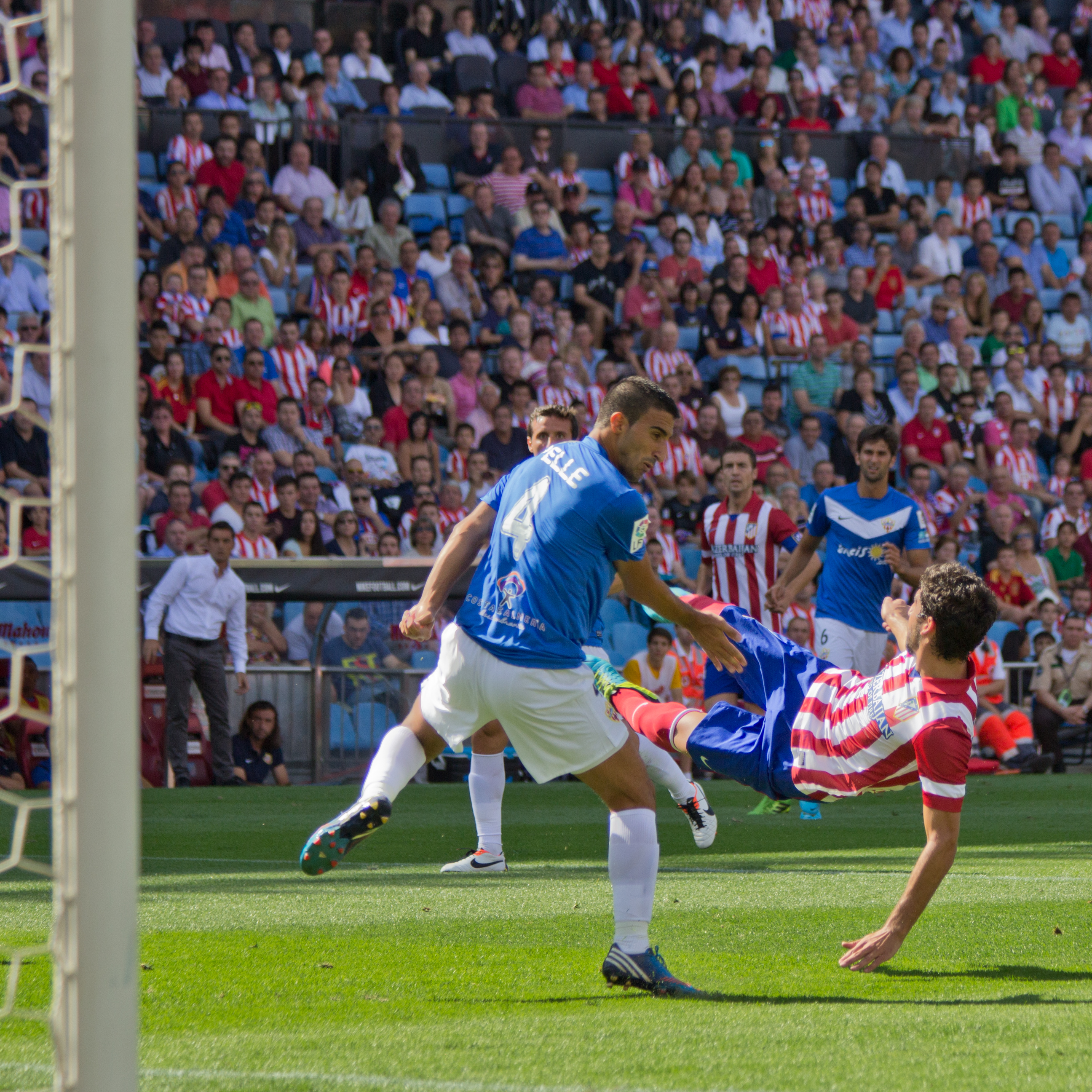
Raúl García realiza una volea ante Hernán Pellerano.

En términos futbolísticos, es una técnica usada para empalmar el balón con la pierna en el aire tanto para rechazar una pelota, si es un defensor, iniciar un contraataque rápido, si es un arquero, o completar el objetivo del fútbol que es meter el gol, si es un delantero o mediocampista. En muchas ocasiones se utiliza para tiros de esquina o centros al área. Uno de los goles más conocidos de volea fue el del francés Zinedine Zidane en la final de la Liga de campeones en la temporada 2001-2002 con el Real Madrid. Otra muestra es el gol que materializó Fernando Llorente tras un pase de más de 40 metros de Fernando Amorebieta con el Athletic Club, en el partido de vuelta de la Europa League contra el Manchester United en la temporada 2011-2012. Esta consiste en golpear el balón, dependiendo de la posición antes de que caiga al suelo esto se hace si el balón nos llega de lado se nos hace más fácil pegarle. Hay tres tipos de volea :volea alta, volea baja, volea centrada.
La forma más común de realizarse es dar un golpe alto sobre el balón en elevación y la pierna da golpe que debe ser en forma de tijera con un leve salto para lograr dicho objetivo.

## Tenis
En el tenis, la misma definición que en el fútbol que es impulsar un objeto, en este caso una pelota, antes de que bote en el suelo. Para este deporte hay distintas voleas: volea común, volea baja, volea de revés, volea alta, etc. Todas se usan para tener más facilidad de pegarle a la pelota.
- Datos: Q3139520